# Kusano Hironori
Hironori Kusano (japanska: 草野 博紀?, Kusano Hironori), född 15 februari 1988, är en japansk sångare, idol och tidigare medlem av J-popgruppen News, som en del av Johnny's Entertainment. Han gick med i Johnny's Entertainment den 4 februari 2001.